# 棕腹柳莺

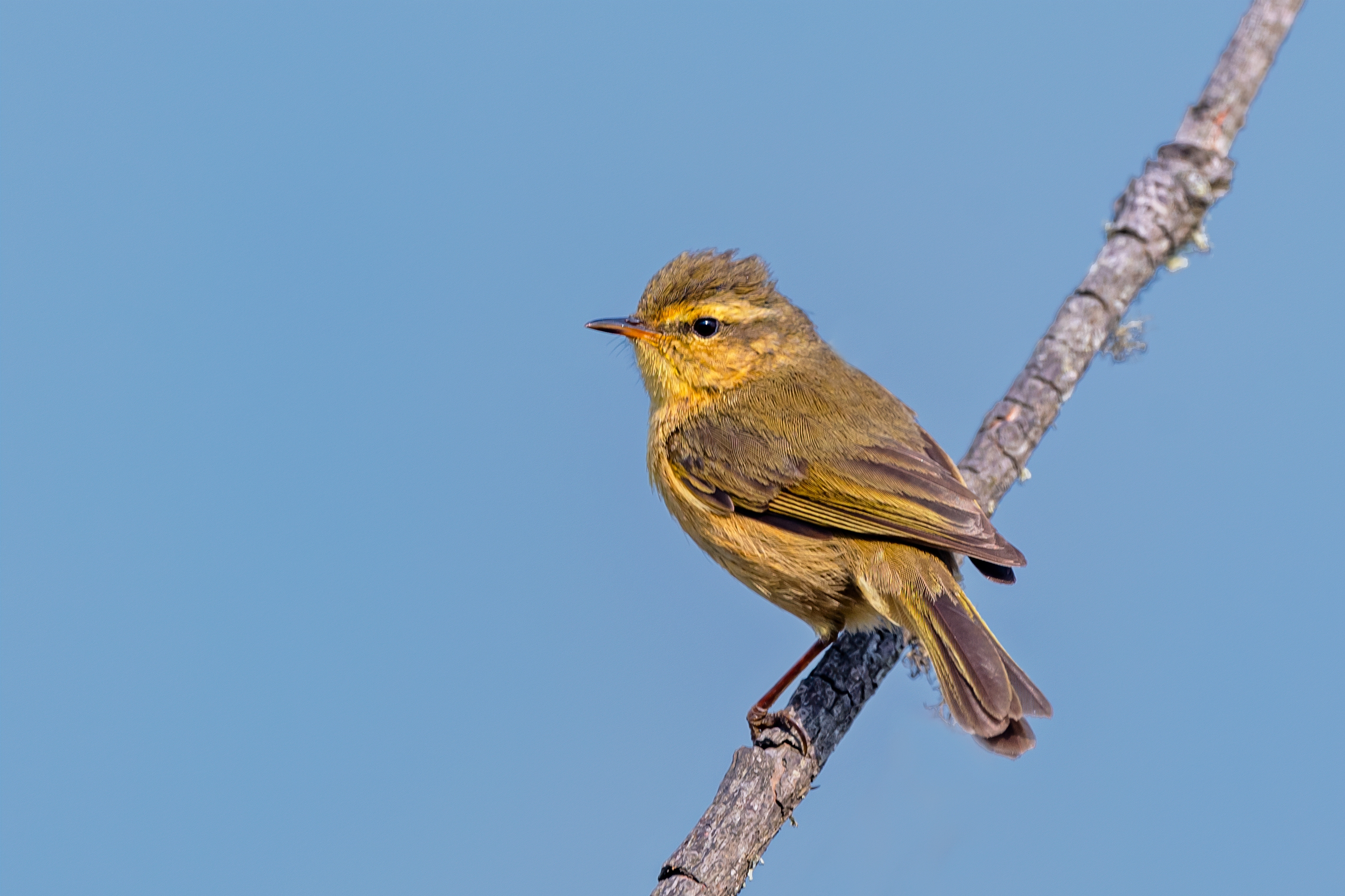
棕腹柳鶯在刺桐枝梢，西卡蒙, 阿魯納恰爾邦, 印度

棕腹柳莺（学名：Phylloscopus subaffinis）为柳莺科柳莺属的鸟类。在中國繁殖，並在冬季遷徙至東南亞北部。其自然棲地為溫帶森林。该物种的模式产地在贵州。

## 描述
牠的腹部為黃色，背部呈灰綠色。 牠的喙尖端為深色。 牠類似於黃腹柳鶯，但顏色較黯淡。

## 叫聲
牠的叫聲是一個短促的雙音。

## 飲食
牠在低矮植被中覓食。

## 繁殖
牠在山坡上的開闊灌木叢中繁殖。